# Сікі (Сайтама)

35°50′12″ пн. ш. 139°34′49″ сх. д. / 35.83667° пн. ш. 139.58028° сх. д.
Сікі́ (яп. 志木市, しきし, МФА: [ɕi̥ki ɕi̥]) — місто в Японії, в префектурі Сайтама.

## Короткі відомості
Розташоване в південній частині префектури. Виникло на основі середньовічного постоялого містечка на розвилці Муцівського, Кайського і Саґамівського шляхів. Основою економіки є комерція. Станом на 1 жовтня 2008 площа міста становила 9,06 км². Станом на 1 січня 2009 населення міста становило 69 678 осіб.